# Ali Labib
Ali Labib Shotorban (en persan : علی لبیب), né le 21 septembre 2002 à Tabriz, est un coureur cycliste iranien. 

## Biographie
En 2019, Ali Labib devient champion d'Iran junior de VTT. La même année, il termine deuxième du contre-la-montre et troisième de la course en ligne aux championnats d'Iran sur route juniors. Il finit ensuite sixième de son championnat national sur route chez les élites en 2021. 
En 2022, il intègre l'équipe continentale Azad University. Sous ses nouvelles couleurs, il participe au Tour d'Iran - Azerbaïdjan, où il se classe troisième de la dernière étape. Lors de la saison 2023, il finit notamment deuxième du championnat d'Iran sur route (meilleur espoir). Il termine par ailleurs quatrième de l'omnium et de la course sur route aux Jeux aiatiques, avec sa sélection nationale. 
En 2024, il est médaillé de bronze au championnat d'Asie sur route, dans la catégorie des espoirs. Il est aussi le seul cycliste iranien qui se présente au départ des Jeux olympiques de Paris. Engagé dans la course en ligne, il termine 76e.

## Palmarès et résultats

### Par année
- 2019
  -  Champion d'Iran de cross-country juniors
  - 2e du championnat d'Iran du contre-la-montre juniors
  - 3e du championnat d'Iran sur route juniors
- 2021
  - 2e du championnat d'Iran sur route espoirs
- 2023
  -  Champion d'Iran sur route espoirs
  - 2e du championnat d'Iran sur route
- 2024
  - 2e du championnat d'Iran sur route espoirs
  -  Médaillé de bronze du championnat d'Asie sur route espoirs
- 2025
  - 2e du championnat d'Iran sur route

### Classements mondiaux
| Année                                 | 2021  | 2022  | 2023 | 2024 |
| ------------------------------------- | ----- | ----- | ---- | ---- |
| UCI World Tour                        | 2123e | 1028e | 442e |      |
| Classement mondial                    | nc    | nc    | nc   | 705e |
| UCI Asia Tour                         | 151e  | 64e   | 23e  | 31e  |
|                                       |       |       |      |      |
| Légende : nc = non classéSource : UCI |       |       |      |      |